# Igelsjön (Östra Vingåkers socken, Södermanland)
Igelsjön är en sjö i Katrineholms kommun i Södermanland och ingår i Nyköpingsåns huvudavrinningsområde.